# A Woman a Man Walked By
A Woman a Man Walked By — другий спільний студійний альбом англійських альтернативних рок-музикантів Пі Джей Гарві та Джона Періша, випущений 27 березня 2009 року лейблом Island Records.

## Передумови
Це друга спільна робота Гарві та Періша, після Dance Hall at Louse Point 1996 року. Альбом був записаний у Бристолі та Дорсеті, а зведенням займався Flood. Альбом складається з десяти нових пісень. Вся музика написана Перішем, який також грає на більшості інструментів. Вокал і всі тексти належать Гарві. Перший сингл з альбому — «Black Hearted Love», який описується як «гімн гітарного ґрандж-попу».

## Відгуки критиків
На сайті Metacritic, який присвоює рецензіям мейнстрімних критиків нормалізований рейтинг зі 100, альбом отримав середній бал 75 на основі 27 рецензій, що означає «Загалом схвальні відгуки».
Журналіст Джон Гарріс описав альбом як «…пустотливий, смертельно серйозний, елегантний і поетичний, наділений брутальною силою — навряд чи цього року ви почуєте платівку, настільки ж сповнену творчою бадьорістю і музичною винаходіливістю…» Журнал The Fly описав альбом трек за треком як «блискучу сукупність народних казок, похоронних пісень і захопливих, заплутаних пісень про кохання».

## Трек-лист
Всі пісні написані Пі Джей Гарві та Джоном Перішем.
| #     | Назва                                                                     | Тривалість |
| ----- | ------------------------------------------------------------------------- | ---------- |
| 1.    | «Black Hearted Love»                                                      | 4:40       |
| 2.    | «Sixteen, Fifteen, Fourteen»                                              | 3:35       |
| 3.    | «Leaving California»                                                      | 3:56       |
| 4.    | «The Chair»                                                               | 2:29       |
| 5.    | «April»                                                                   | 4:41       |
| 6.    | «A Woman a Man Walked By/The Crow Knows Where All the Little Children Go» | 4:47       |
| 7.    | «The Soldier»                                                             | 3:55       |
| 8.    | «Pig Will Not»                                                            | 3:50       |
| 9.    | «Passionless, Pointless»                                                  | 4:19       |
| 10.   | «Cracks in the Canvas»                                                    | 1:54       |
| 38:07 |                                                                           |            |

## Персоналії
- Поллі Джин Гарві — тексти, вокал
- Джон Періш — гітари, барабани, орган, укулеле, банджо

Додаткові музиканти
- Ерік Дрю Фельдман — бас гітара на «Black Hearted Love», клавішні на «April»
- Карла Азар — барабани на «Black Hearted Love» і «April»
- Джованні Ферраріо — гітара на «Black Hearted Love», бас-гітара на «April»
- Жан-Марк Батті — барабани (концерти на підтримку альбому)

## Чартові позиції
| Чарт (2009)                  | Пікова позиція |
| ---------------------------- | -------------- |
| Australian ARIA Albums Chart | 25             |
| Austrian Ö3 Top 40           | 55             |
| Belgian Albums Chart (Vl)    | 11             |
| Belgian Albums Chart (Wa)    | 27             |
| Danish Albums Chart          | 28             |
| Dutch MegaCharts Top 100     | 46             |
| French SNEP Albums Chart     | 13             |
| German Albums Chart          | 62             |
| Irish Albums Chart           | 39             |
| Italian FIMI Albums Chart    | 45             |
| Norwegian Albums Chart       | 13             |
| Spanish Albums Chart         | 61             |
| Swiss Hitparade Albums Chart | 24             |
| UK Albums Chart              | 25             |
| US Billboard 200             | 80             |